# Listopad 2002

## 5 listopada2002
- Premier Izraela Ariel Szaron rozwiązał Kneset i rozpisał nowe wybory w związku z rozpadem koalicji.

## 10 listopada2002
- Odbyła się druga tura wyborów prezydentów miast, burmistrzów i wójtów.

## 11 listopada2002
- Prezydent Aleksander Kwaśniewski nadał Bronisławowi Geremkowi Order Orła Białego.
- Izrael: 3 osoby zginęły, a 30 zostało rannych w zamachu w mieście Kfar Saba położonym 10 km od Tel Awiwu.

## 14 listopada2002
- Pakistan: Na dworcu w Hajdarabadzie 2 osoby zginęły, a 10 zostało rannych na skutek eksplozji ładunku wybuchowego w autobusie. Bomba była ukryta pod siedzeniem.

## 15 listopada2002
- Izrael: 12 Izraelczyków zginęło, a 15 zostało rannych, gdy na przedmieściach Herbonu palestyńscy terroryści zaatakowali osadników. Do ataku doszło na tak zwanej drodze modlitw, która prowadzi z Groty Patriarchów do żydowskiej osady Kirit Arba.
- Inguszetia: Samobójczy zamach czeczeński w Inguszetii spowodował śmierć 4 pasażerów autobusu w miejscowości Malgobek. 9 osób odniosło poważne obrażenia. Uciekający przed policjantami czeczeński separatysta wpadł do autobusu i w środku pojazdu zdetonował ukryty pod ubraniem granat.

## 17 listopada2002
- Tadeusz Mazowiecki wystąpił z Unii Wolności.
- Giulio Andreotti, były premier Włoch, został skazany na 24 lata więzienia za zlecenie mafii zabójstwa dziennikarza.

## 18 listopada2002
- Timor Wschodni nawiązuje stosunki dyplomatyczne z Polską.

## 19 listopada2002
- Filipiny: W wybuchu bomby, przesłanej jako świąteczny prezent, zginęła w mieście Santa Cruz 12-letnia córka pastora. Ranne zostały 2 osoby.
- Izrael: Palestyński snajper zastrzelił izraelską osadniczkę. Kobieta została zaatakowana w rejonie Ramallah, gdy jechała samochodem w osiedle Koczaw Haszahar. Do zamachu przyznały się Brygady Męczenników Al-Aksa.
- Jacek Majchrowski został wybrany na prezydenta Krakowa. Zastąpił na tym stanowisku Andrzeja Gołasia.

## 21 listopada2002
- Podczas szczytu w Pradze przywódcy państw NATO zaprosili do Sojuszu Estonię, Łotwę, Litwę, Słowację, Słowenię, Rumunię i Bułgarię.
- Wiktor Janukowycz zastąpił Anatolija Kinacha jako Premier Ukrainy.
- Izrael: W Jerozolimie w zamachu zginęło 11 osób, w tym palestyński zamachowiec, a ponad 45 zostało poważnie rannych. Wśród ofiar śmiertelnych były dzieci, jadące do szkoły.

## 22 listopada2002
- Stanisław Wojtera zastąpił Janusza Korwin-Mikkego na fotelu prezesa Unii Polityki Realnej.

## 28 listopada2002
- Kenia: W Mombasie, w hotelu „Paradise”. eksplodował samochód pułapka. Zginęło 16 osób, a kilkadziesiąt zostało rannych. Samochód terenowy wyładowany materiałami wybuchowymi staranował drzwi hotelu w momencie, gdy przy recepcji rejestrowała się grupa około 60 izraelskich turystów. W zamachu zginęło 3 obywateli Izraela, 9 Kenijczyków i 3 terrorystów.